# Joseph Le Rouzic
Pour les articles homonymes, voir Le Rouzic.
Joseph Le Rouzic est un homme politique français né le 16 août 1863 à Carnac (Morbihan) et décédé le 4 octobre 1941 à Carnac.

## Biographie
Ingénieur agronome, professeur dans plusieurs écoles d'agronomie et membre du conseil supérieur de l'agriculture, il est maire de Carnac et député du Morbihan de 1910 à 1919, inscrit au groupe Radical-socialiste. Il ne se représente pas en 1919, pour devenir directeur de l'école nationale d'agriculture de Rennes de 1919 à 1932.
Il était brittophone et menait ses campagnes électorales en langue bretonne notamment, comme l'atteste la revue républicaine Araok en 1910 : "On a bien ri à Kerdonnerh. Pensez donc, est-ce que M. Louis Le Rolle, de Kerdonnerh, ne s'est pas avisé, après que Joseph Le Rouzic eut fait sa conférence en breton, de vouloir plaider la cause de Jean Guilloteaux."
Il est inhumé à Carnac.

## Distinctions
- Officier de la Légion d'honneur (27 juillet 1926)[3]
- Officier d'académie
- Officier de l'ordre du Mérite agricole
- Commandeur de l'ordre de Léopold (Belgique)

## Sources
- « Joseph Le Rouzic », dans le Dictionnaire des parlementaires français (1889-1940), sous la direction de Jean Jolly, PUF, 1960 [détail de l’édition]
- « Joseph LE ROUZIC (1863 - 1941) », sur www.assemblee-nationale.fr (consulté le 17 décembre 2012)